# Les Merveilles (film)
Pour les articles homonymes, voir Les Merveilles.
Pour plus de détails, voir Fiche technique et Distribution.
Les Merveilles (en italien : Le meraviglie) est un film dramatique italien écrit et réalisé par Alice Rohrwacher, sorti en 2014.
Il s'agit du premier volet d'une trilogie de films sur la vie campagnarde, que la réalisatrice a poursuivi avec Heureux comme Lazzaro (2018) et La Chimère (2023).
Le film est présenté en sélection officielle au festival de Cannes 2014 où il reçoit le grand prix.

## Synopsis
Un village en Ombrie accueille une émission de téléréalité, Le village des merveilles, ce qui va bouleverser la vie des habitants, notamment une famille d'apiculteurs — inspirée de l'enfance des Rohrwacher — décrite comme un gynécée vivant en quasi-autarcie…

## Fiche technique
- Titre français : Les Merveilles
- Titre original : Le meraviglie
- Réalisation : Alice Rohrwacher
- Scénario : Alice Rohrwacher
- Photographie : Hélène Louvart
- Montage : Marco Spoletini
- Pays de production :  Italie
- Genre : drame
- Durée : 110 minutes
- Dates de sortie :
  - France : 18 mai 2014 : (Festival de Cannes) ; 11 février 2015 (sortie nationale)
  - Italie : 22 mai 2014

## Distribution
Sauf indication contraire, les informations mentionnées dans cette section peuvent être confirmées par la base de données cinématographiques IMDb,  présente dans la section « Liens externes ».
- Sam Louwyck : le père, apiculteur
- Alba Rohrwacher : la mère
- Maria Alexandra Lungu : Gelsomina, la fille ainée
- Monica Bellucci : Milly Catena, la présentatrice de la télévision
- Margarethe Tiesel : la représentante de Second Life
- Sabine Timoteo : Coco
- André Hennicke : Adrian, un ami du père

## Réception critique

### À Cannes

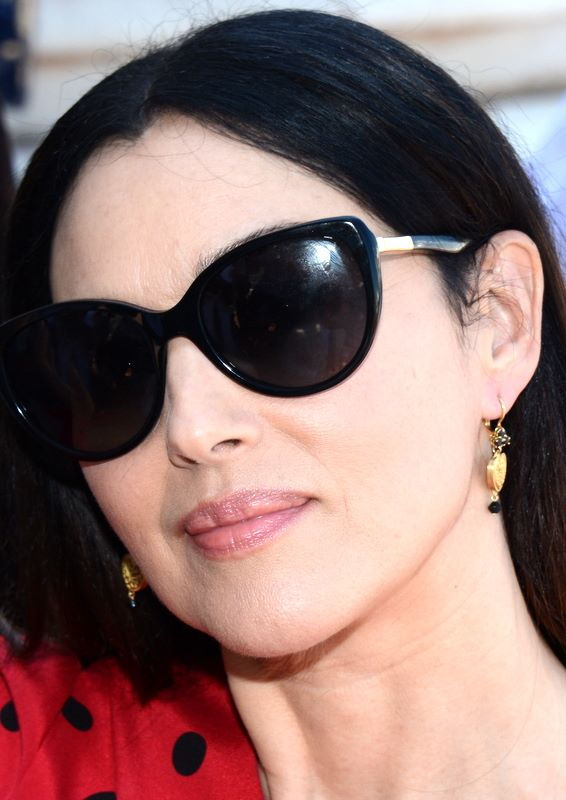
L'actrice Monica Bellucci, qui a un rôle secondaire dans le film, est venue défendre le film au festival de Cannes 2014.

À Cannes, le film est moyennement apprécié du panel des critiques françaises. Même chose pour le panel de Screen International.
Malgré ces reproches, le jury est enthousiasmé et lui attribue le grand prix.

### Dans la presse
Critikat loue la sensibilité, la fable, la beauté et la mélancolie du film. Télérama salue un « film poétique, humble et superbe », dans le réenchantement du monde et méritant de figurer au palmarès. Bulles de Culture apprécie le film qui dépeint la lutte du pot de terre contre le pot de fer. Cineuropa vante la délicatesse du long métrage.
Angles de vue apprécie le charme et les thématiques du film, dont la difficulté du métier d'apiculteur, mais dit que la compétition cannoise serait une marche trop haute pour le film. Les Inrocks louent les thématiques et le discours du film. France Info vante un film autobiographique (la réalisatrice préfère parler d'un film « personnel »), l'onirisme et l'influence de Rossellini, Pasolini et Fellini.
À voir à lire situe le film dans la veine du néoréalisme. Libération parle d'« épopée familiale, film expérimental, documentaire et autofiction ». La réalisatrice assume l'aspect documentaire naturaliste.
Slate salue « la réinvention d'une liberté de filmer » et un film vibrant de vie qui se veut une critique du berlusconisme.
Les Cahiers du cinéma considèrent le long métrage comme « inégal, le film révèl[ant] une singularité profonde ». RFI vante le conte et l'utopie. Toute la Culture voit un film naturaliste et passéiste.
Le Monde y voit un film splendide, intelligent et original, avec des appels écologiques et une critique du monde des médias, mieux conçue que dans le film italien Reality de Matteo Garrone. L'Express défend l'œuvre qu'il définit comme un conte kitsch, beau, onirique et pittoresque. Accréds salue l'ambiguïté temporelle et linguistique ainsi que la grâce du film.
Écran Noir est mitigé et dénonce un éloge de l'autarcie et du protectionnisme.

## Distinctions

### Récompenses
- Festival de Cannes 2014 : Grand prix
- Cinevision Award, Festival du film de Munich[21], 2014
- International Cinephile Society Awards (ISCA) : CS Award[22], 2015
- Best Italian Picture : Miglior film italiano[23], 2015

### Sélection
- AFI Fest 2014 : sélection « New Auteurs »